# Peshawar
Artikeln handlar om staden, för distriktet, se Peshawar (distrikt).
Peshawar är en stad i distriktet Peshawar i provinsen Khyber Pakhtunkhwa i norra Pakistan. Stadens folkmängd uppgår till cirka 2 miljoner invånare, och är ett centralt centrum för  den pashtunska kulturen. Staden Peshawar har en befolkning på 1 970 042 enligt folkräkningen 2017, vilket gör den till den största staden i Khyber Pakhtunkhwa och den sjätte största i Pakistan. Peshawar District har en befolkning på 4 269 079.
Staden var ett viktigt handelscentrum under mogulriket innan den tjänade som vinterhuvudstad i det afghanska Durrani-riket från 1757. 1818 erövrades  staden av Sikh-riket och 1849 av britterna.
Peshawar är en av de äldsta städerna i Sydasien och var under antiken huvudstad i det buddhistiska Kushan-riket, och under den tiden byggdes  Kanishka stupa som kan ha varit den högsta byggnaden i dåtidens värld. Peshawar ingick senare i det indo-grekiska riket.
Under kolonialperioden styrdes staden av britterna, och efter Pakistans självständighet 1947 kom Peshawar att tillhöra den nybildade staten Pakistan. Befolkningen är huvudsakligen pashtuner. En stor mängd flyktingar från Afghanistan finns i och omkring Peshawar, och staden var under 80-talet ett centrum för de mujahedin som slogs mot den sovjetiska ockupationen. Peshawar fungerar fortfarande som länk mellan Pakistan och Afghanistan och är sedan invasionen av Afghanistan 2001 ofta platsen för oroligheter mellan Taliban och andra grupper.
Staden ligger vid en biflod till Kabulfloden, omkring 30 km öster om Khyberpasset och har mycket länge haft stor strategisk betydelse. Området kring staden består av en högslätt vid Indus och dennas biflod Kabul. Med undantag av torra områden utefter Kabulfloden är landet väl odlat och mycket bördigt, väsentligen tack vare en omfattande konstgjord bevattning. Säd, oljeväxter, bomull och sockerrör odlas mest. Pakistans handel med Afghanistan och Centralasien går mestadels över Peshawar. En från Lahore utgående järnväg förenar Peshawar med Punjabjärnvägen. Peshawar har flera vackra moskéer, bibliotek, sjukhus, vackra trädgårdar.